# Gosse (Engelskirchen)
Gosse war früher ein Ortsteil der Gemeinde Engelskirchen im Oberbergischen Kreis in Nordrhein-Westfalen, Deutschland und ist heute ein Teil von Wahlscheid.

## Lage und Beschreibung
Der Ort befand sich südwestlich von Wahlscheid und im Nordosten von Engelskirchen. Die Straßenbezeichnungen Gosser Berg und Gosser Weg erinnern an die alte Ortsbezeichnung. 

## Geschichte
Nach 1450 wurde der Ort das erste Mal urkundlich mit der Ortsbezeichnung „tor Goeten“ erwähnt. In der Preußischen Uraufnahme von 1840 wird der Ort mit Gosse bezeichnet. Bis 1974 wird diese Ortsbezeichnung in den topografischen Karten geführt. Ab der Karte von 1979 ist Gosse südwestlicher Teil von Wahlscheid.